# Kategoria e parë 2008/09
Die Kategoria e parë 2008/09 war die 61. Spielzeit der zweithöchsten albanischen Fußballliga und die elfte Saison unter diesem Namen. Sie begann am 30. August 2008 und endete am 16. Mai 2009.

## Modus
16 Mannschaften spielten an 30 Spieltagen jeweils zweimal gegeneinander. Die ersten beiden Vereine stiegen direkt in die Kategoria Superiore auf, während der Dritte und Vierte noch die Chance hatte, über die Relegation aufzusteigen. Die letzten beiden Vereine stiegen direkt in die Kategoria e dytë ab, die Teams auf den Plätzen 13 und 14 spielten in der Relegation gegen den Abstieg.

## Vereine
| Verein                   | Stadt       |
| ------------------------ | ----------- |
| KS Ada                   | Velipoja    |
| KS Besëlidhja Lezha      | Lezha       |
| KF Bilisht Sport         | Bilisht     |
| KS Burreli               | Burrel      |
| KS Gramozi Erseka        | Erseka      |
| KS Dajti Kamza           | Kamza       |
| KS Kastrioti Kruja       | Kruja       |
| KF Laçi                  | Laç         |
| KS Luftëtari Gjirokastra | Gjirokastra |
| KF Naftëtari Kuçova      | Kuçova      |
| KS Pogradeci             | Pogradec    |
| KF Skënderbeu Korça      | Korça       |
| KF Skrapari              | Çorovoda    |
| KS Sopoti Librazhd       | Librazhd    |
| KF Tërbuni Puka          | Puka        |
| KF Turbina Cërrik        | Cërrik      |

## Abschlusstabelle
| Pl. | Verein                   | Sp. | S  | U | N  | Tore    | Diff. | Punkte |
| --- | ------------------------ | --- | -- | - | -- | ------- | ----- | ------ |
| 1.  | KF Laçi                  | 30  | 21 | 5 | 4  | 054:220 | +32   | 68     |
| 2.  | KF Skënderbeu Korça (A)  | 30  | 20 | 5 | 5  | 060:320 | +28   | 65     |
| 3.  | KS Kastrioti Kruja (A)   | 30  | 19 | 6 | 5  | 052:240 | +28   | 63     |
| 4.  | KS Gramozi Erseka (N)    | 30  | 15 | 9 | 6  | 054:350 | +19   | 54     |
| 5.  | KS Burreli               | 30  | 13 | 8 | 9  | 038:270 | +11   | 47     |
| 6.  | KS Dajti Kamza           | 30  | 12 | 8 | 10 | 034:280 | +6    | 44     |
| 7.  | KF Turbina Cërrik        | 30  | 12 | 5 | 13 | 045:420 | +3    | 41     |
| 8.  | KS Ada                   | 30  | 11 | 5 | 14 | 043:580 | −15   | 38     |
| 9.  | KS Luftëtari Gjirokastra | 30  | 10 | 7 | 13 | 030:370 | −7    | 37     |
| 10. | KS Besëlidhja Lezha (A)  | 30  | 11 | 4 | 15 | 040:510 | −11   | 37     |
| 11. | KS Sopoti Librazhd       | 30  | 11 | 4 | 15 | 032:430 | −11   | 37     |
| 12. | KF Skrapari              | 30  | 10 | 5 | 15 | 030:410 | −11   | 35     |
| 13. | KS Pogradeci             | 30  | 10 | 4 | 16 | 034:440 | −10   | 34     |
| 14. | KF Bilisht Sport         | 30  | 7  | 7 | 16 | 040:470 | −7    | 28     |
| 15. | KF Tërbuni Puka (N)      | 30  | 7  | 6 | 17 | 023:410 | −18   | 27     |
| 16. | KF Naftëtari Kuçova      | 30  | 6  | 2 | 22 | 028:650 | −37   | 20     |

Platzierungskriterien: 1. Punkte – 2. Direkter Vergleich (Punkte, Tordifferenz, geschossene Tore) – 3. Tordifferenz – 4. geschossene Tore

| (A) | Absteiger aus der Kategoria Superiore 2007/08 |
| (N) | Neuaufsteiger                                 |

## Relegation
Aufstieg
| Datum        |                                                | Ergebnis  |                                            |
| ------------ | ---------------------------------------------- | --------- | ------------------------------------------ |
| 29. Mai 2009 | FK Partizani Kruja 10. der Kategoria Superiore | 0:1       | KS Kastrioti Kruja 3. der Kategoria e parë |
| 30. Mai 2009 | KS Bylis Ballsh 9. der Kategoria Superiore     | 2:5 n. V. | KS Gramozi Erseka 4. der Kategoria e parë  |

Abstieg
| Datum        |                                           | Ergebnis               |                                                 |
| ------------ | ----------------------------------------- | ---------------------- | ----------------------------------------------- |
| 20. Mai 2009 | KS Pogradeci 13. der Kategoria e parë     | 1:1 n. V. (10:9 i. E.) | KF Adriatiku Mamurras 2. der Kategoria e dytë A |
| 21. Mai 2009 | KF Bilisht Sport 14. der Kategoria e parë | 2:2 n. V. (5:3 i. E.)  | KF Vlora 2. der Kategoria e dytë B              |